# Marvel Rivals
A Marvel Rivals egy NetEase által fejlesztett és kiadott multiplayer third-person hero shooter videójáték. A játék 2024. december 6-án jelent meg PlayStation 5, Xbox Series X/S és Windowsra.

## Játékmenet
A játékban általában két csapat csap össze Marvel képregénykarakterekkel, 6v6-os felállásban. Három fajta hőstípus van a játékban, a Vanguardok, Duelistek és a Strategistek. A különböző karakterek között úgynevezett Dynamic Hero Synergy működik, amely lehetővé teszi a szinergiában lévő hősök számára, hogy passzív vagy aktív képességeket használjanak.

### Játékmódok
A játékban jelenleg 3 fajta állandó játékmód van, és két fajta árkád, de különböző eseményekhez exkluzív játékmódok is elérhetők.

#### Állandó játékmódok
- Convoy: A csapatok támadó vagy védő szerepbe csapnak össze egymással. Támadóként a cél egy kocsi vagy mozgó objektum kísérete a pályán keresztül, míg a védők feladata az objektum megállítása azzal, hogy eliminálják a támadókat és visszafoglalják azt. Ha a támadó csapat az adott időkereten belül eljuttatja a konvojt a pálya végére, akkor nyernek. Amikor a támadók elfoglalják az objektumot, az elkezd előre haladni anélkül, hogy a csapat tagjainak a közelében kellene tartózkodniuk; ha azonban a támadók az objektum közelében maradnak, az gyorsabban halad. Ha a védők visszafoglalják a járművet, az hátrafelé kezd mozogni, hacsak valamelyik támadó nem tartózkodik a közelében.[4]
- Domination: Mindkét csapat egyetlen elfoglalható pontot támad. Aki elfoglalja a pontot, annak meg kell tartania, amíg az el nem éri a 100%-ot. A pontot elfoglaló csapat vezetést szerez. Ezután a mód egy másik kis helyszínre ugrik, és megismétlődik a feladat. Az a csapat nyer, amelyik elsőként foglal el két pontot.[5]
- Convergence:  A csapatok itt is támadó vagy védő szerepbe csapnak össze egymással. A támadók célja, hogy elfoglaljanak egy területet, ezzel felszabadítva egy járművet, majd azt kísérjék tovább két további ellenőrzőponton keresztül, ahogy az a Convoy játékmódban is van.[6]

#### Árkád módok
- Conquest: A játékosok két csapatra oszlanak. Ha egy hőst kiiktatnak, pontokat hagy maga után a földön, amelyeket az ellenfél csapatának össze kell gyűjtenie. A játék akkor ér véget, ha az egyik csapat először eléri az 50 pontot, vagy ha lejár az idő, viszont akkor az a csapat nyer amelyiknek a legtöbb pontja van. Ha a játék döntetlennel zárul, a csapatok kapnak egy újabb esélyt, hogy megszerezzenek még egy pontot, és ezzel eldöntsék a győztest.[7]
- Doom Match: A játék egyetlen játékmódja, ahol nincsenek csapatok, mindenki mindenki ellen van. Legfeljebb 12 játékos jelenik meg a pályán, egyetlen céllal: minél több gyilkosságot szerezni a mérkőzés végéig. Az első hat játékos, aki eléri a 16 gyilkosságot, megnyeri a meccset. Ha az idő lejár, mielőtt a győzteseket kihirdetnék, a ranglista felső 50%-ában lévő játékosok számítanak győztesnek.[8]

#### Exkluzív játékmódok
- Jeff’s Winter Splash Festival: Két 4 fős csapat versenyez egymással, kizárólag Jeff, a szárazföldi cápával. A cél, hogy a pálya minél nagyobb részét hóval borítsák be. A játékmenet hasonlít a Splatoon-hoz: az a csapat nyer, amelyik a pálya nagyobb százalékát lefedi hóval, miközben a játékosok egymást is kiiktathatják a mérkőzés során.[9]
- Clash of Dancing Lions: Ez egy focis játékmód, melyben két 3 fős csapat játszik egymással. Hasonló a Rocket League-hez vagy az Overwatch Lucioball módjához: a játékosok különleges képességeiket használva próbálnak gólt szerezni és győzni.[10]
- Clone Rumble: A Clone Rumble játékmód nagyrészt ugyanúgy működik, mint a Domination mód. Azonban a Clone Rumble sajátossága, hogy minden csapat kiválaszt egy hőst, és ez alapján a játékosok 1-2 karakter közül választhatnak – sőt, az azonos hősök használata egy csapaton belül is megengedett.[11]
- Giant-Size Brain Blast: A Giant-Size Brain Blast játékmód nagyrészt ugyanúgy működik, mint a Conquest mód, azonban minden hős feje nagyobb a szokásosnál.[12]
- Giant-Size Hive Mind: A Giant-Size Hive Mind játékmenete a Conquest és a Clone Rumble keveréke. Ebben a módban azonban nem választható ki bármelyik hős: helyettük 2 hőst választ ki véletlenszerűen a játék, és csak ezek közül lehet választani. Egyazon csapatban több azonos hős is lehet. Hasonlóan a Giant-Size Brain Blast módhoz, minden hős feje nagyobb a szokásosnál.[13]
- Ultron's Battle Matrix Protocol: Az Ultron's Battle Matrix Protocol nem hasonlít egyetlen meglévő játékmódra sem – ez egy taktikai, stratégiaalapú csapatépítő mód, amelyben a játékosok hősökből álló csapatot állítanak össze és fejlesztenek, hogy aztán egy másik játékos csapata ellen harcoljanak. A játékmenet hasonlít a Dota Underlords és a Teamfight Tactics játékokhoz.[14]

### Karakterek
Jelenleg 39 játszható karakter van a játékban.
- Vanguard: Ez a hőstípus nagy életerővel rendelkezik, sebzése viszont alacsony.[15]
- Duelist: Ezek a hősök nagy sebzést okoznak, főbb céljuk a ellenfél hőseinek likvidálása, cserébe alacsonyabb az életerejük.[16]
- Strategist: Ezen hősök főbb feladata a csapattársaik segítése életerővel, sebzésnöveléssel, vagy egyéb képességekkel.[17]

| Hulk               | Fekete párduc | Adam Warlock             |
| Amerika kapitány   | Fekete Özvegy | Köpeny és Kard           |
| Doktor Strange     | Főnix         | Láthatatlan              |
| Emma Frost         | Sólyomszem    | Jeff, a szárazföldi cápa |
| Groot              | Hela          | Loki                     |
| Magneto            | Vasököl       | Luna Snow                |
| Peni Parker        | Vasember      | Mantis                   |
| Thor               | Magik         | Mordály                  |
| Venom              | Mr. Fantastic |                          |
| Lény               | Holdlovag     |                          |
|                    | Namor         |                          |
| Penge              |               |                          |
| Psylocke           |               |                          |
| Megtorló           |               |                          |
| Skarlát Boszorkány |               |                          |
| Pókember           |               |                          |
| Mókuslány          |               |                          |
| Űrlord             |               |                          |
| Vihar              |               |                          |
| Tél katonája       |               |                          |
| Rozsomák           |               |                          |
| Fáklya             |               |                          |

## A játék szezonjai
| Szezon | Kezdési dátum     | Zárási dátum      | Leírás |
| ------ | ----------------- | ----------------- | --- |
| 0      | 2024. december 6. | 2025. január 9.   | "Doom's Rise" – Egy rövid szezon, a játék megjelenése. |
| 1      | 2025. január 10.  | 2025. április 11. | "Eternal Night Falls" – Új karakterek: A Fantasztikus Négyes (Mr. Fantastic, Láthatatlan, Fáklya, Lény). Új játékmód és hozzátartozó pálya: Doom Match (Sanctum Sanctorum) Új pálya az állandó játékmódokhoz: Midtown, Central Park. |
| 2      | 2025. április 11. | 2025. július 11.  | "Hellfire Gala" – Új karakterek: Emma Frost, Ultron. Új pálya az állandó játékmódokhoz: Krakoa. |
| 3      | 2025. július 11.  |                   | "The Abyss Awakens" – Új karakterek: Főnix, Penge Új domination pálya: Klyntar: Celestial Husk |

## Fogadtatás
| Összegzőoldal | Értékelés                   |
| ------------- | --------------------------- |
| Metacritic    | 74/100 (PC) \| 77/100 (PS5) |

| Szerző        | Értékelés |
| ------------- | --------- |
| GamesRadar+   | 2.5/5     |
| IGN           | 8/10      |
| PC Gamer (US) | 73/100    |

A Marvel Rivals a Metacritic értékelései alapján "átlagos" kritikákat kapott a PC-s verzió esetében, míg a PlayStation 5-ös változat "általában kedvező" értékelésekben részesült.
A Marvel Rivals világszerte 10 millió játékost ért el 72 órán belül. 2024. december 8-én egyidejűleg 480,990 játékos játszott a játékkal Steamen. Szintén ezen a platformon közel 190,000 felhasználó értékelés alapján 80% pozitív fogadtatást ért el.
Az első szezon alkalmával 644,269 egyidejű játékos volt szintén a Steamen.